# Campeonato Paulista de Futebol de 2024 - Série A4
O Campeonato Paulista de 2024 - Série A4 foi a 49.ª edição desta competição futebolística organizada pela Federação Paulista (FPF).

## Equipes participantes
Abaixo as equipes participantes dessa edição:
| Equipe           | Cidade                | Em 2023        | Estádio                  | Capacidade | Títulos         |
| ---------------- | --------------------- | -------------- | ------------------------ | ---------- | --------------- |
| América-SP       | São José do Rio Preto | 5º ao 12º (SD) | Teixeirão                | 32 168     | 0 (não possui)  |
| Audax            | Osasco                | 16º (A3)       | José Liberatti           | 17 430     | 1 (2008)        |
| Barretos         | Barretos              | 15º (A3)       | Antônio Gomes Martins    | 13 007     | 0 (não possui)  |
| Francana         | Franca                | 5º ao 12º (SD) | Lancha Filho             | 14 686     | 0 (não possui)  |
| Independente-SP  | Limeira               | 5º ao 12º (SD) | Agostinho Prada          | 9 483      | 2 (1999 e 2011) |
| Jabaquara        | Santos                | 5º ao 12º (SD) | Espanha                  | 7 228      | 0 (não possui)  |
| Joseense         | São José dos Campos   | 5º ao 12º (SD) | Martins Pereira          | 16 500     | 0 (não possui)  |
| Nacional-SP      | São Paulo             | 5º ao 12º (SD) | Nicolau Alayon           | 10 724     | 1 (2014)        |
| Penapolense      | Penápolis             | 5º ao 12º (SD) | Tenente Carriço          | 8 769      | 0 (não possui)  |
| Rio Branco-SP    | Americana             | 5º ao 12º (SD) | Décio Vitta              | 16 300     | 0 (não possui)  |
| São-Carlense     | São Carlos            | 3º (SD)        | Luís Augusto de Oliveira | 10 000     | 0 (não possui)  |
| Ska Brasil       | Santana de Parnaíba   | 5º ao 12º (SD) | Gabriel Marques da Silva | 7 500      | 0 (não possui)  |
| Taquaritinga     | Taquaritinga          | 4º (SD)        | Taquarão                 | 16 805     | 1 (1997)        |
| União Barbarense | Santa Bárbara d'Oeste | 5º ao 12º (SD) | Antônio Guimarães        | 14 913     | 0 (não possui)  |
| VOCEM            | Assis                 | 5º ao 12º (SD) | Tonicão                  | 8 525      | 0 (não possui)  |
| XV de Jaú        | Jaú                   | 5º ao 12º (SD) | Zezinho Magalhães        | 12 978     | 0 (não possui)  |

## Primeira fase
| Pos | Equipe           | Pts | J  | V | E | D  | GP | GC | SG  | Classificação ou descenso    |
| --- | ---------------- | --- | -- | - | - | -- | -- | -- | --- | ---------------------------- |
| 1   | Francana         | 30  | 15 | 9 | 3 | 3  | 27 | 14 | +13 | Próxima fase                 |
| 2   | São-Carlense     | 29  | 15 | 9 | 2 | 4  | 26 | 10 | +16 | Próxima fase                 |
| 3   | Taquaritinga     | 29  | 15 | 8 | 5 | 2  | 24 | 14 | +10 | Próxima fase                 |
| 4   | Barretos         | 27  | 15 | 7 | 6 | 2  | 17 | 12 | +5  | Próxima fase                 |
| 5   | XV de Jaú        | 26  | 15 | 7 | 5 | 3  | 17 | 11 | +6  | Próxima fase                 |
| 6   | Rio Branco-SP    | 25  | 15 | 7 | 4 | 4  | 17 | 13 | +4  | Próxima fase                 |
| 7   | Ska Brasil       | 23  | 15 | 7 | 2 | 6  | 17 | 13 | +4  | Próxima fase                 |
| 8   | União Barbarense | 22  | 15 | 6 | 4 | 5  | 12 | 15 | −3  | Próxima fase                 |
| 9   | Osasco Audax     | 21  | 15 | 5 | 6 | 4  | 20 | 12 | +8  |                              |
| 10  | VOCEM            | 21  | 15 | 5 | 6 | 4  | 15 | 14 | +1  |                              |
| 11  | Penapolense      | 16  | 15 | 4 | 4 | 7  | 21 | 20 | +1  |                              |
| 12  | Nacional-SP      | 16  | 15 | 4 | 4 | 7  | 19 | 26 | −7  |                              |
| 13  | Jabaquara        | 11  | 15 | 3 | 2 | 10 | 13 | 26 | −13 |                              |
| 14  | Joseense         | 11  | 15 | 2 | 5 | 8  | 11 | 26 | −15 |                              |
| 15  | Independente-SP  | 10  | 15 | 2 | 4 | 9  | 7  | 23 | −16 | Rebaixados à Série B de 2025 |
| 16  | América-SP       | 9   | 15 | 1 | 6 | 8  | 12 | 26 | −14 | Rebaixados à Série B de 2025 |

### Confrontos
| Mandante \ Visitante | AME | BAR | FRA | IND | JAB | JSE | NAC | ADX | PEN | RBR | TAQ | SCA | SKA | UBA | VOC | XVJ |
| -------------------- | --- | --- | --- | --- | --- | --- | --- | --- | --- | --- | --- | --- | --- | --- | --- | --- |
| América-SP           | —   |     |     | 1–1 | 0–0 |     |     | 2–2 | 2–2 |     | 0–1 |     | 0–2 | 0–0 | 0–1 |     |
| Barretos             | 0–0 | —   | 3–1 | 0–0 |     |     | 3–1 | 0–3 |     |     |     |     | 2–1 |     | 1–1 | 1–1 |
| Francana             | 1–1 |     | —   |     | 2–0 | 4–0 | 2–0 | 2–1 |     | 3–0 |     | 2–1 |     | 1–0 |     |     |
| Independente-SP      |     |     | 0–2 | —   |     |     | 0–2 | 0–0 | 0–3 |     | 2–3 |     |     |     | 1–1 | 0–1 |
| Jabaquara            |     | 0–1 |     | 1–2 | —   | 4–0 | 3–2 |     |     |     | 1–1 | 1–2 |     |     |     | 0–1 |
| Joseense             | 1–3 | 2–2 |     | 1–0 |     | —   |     |     |     | 1–1 |     | 0–1 | 2–0 | 2–2 |     |     |
| Nacional-SP          | 5–3 |     |     |     |     | 1–0 | —   | 0–0 | 1–1 |     | 1–1 | 1–0 | 0–2 | 0–1 |     |     |
| Osasco Audax         |     |     |     |     | 5–0 | 0–0 |     | —   | 2–2 | 1–2 | 0–3 | 0–1 |     | 0–0 |     | 2–0 |
| Penapolense          | 2–0 | 0–1 | 2–2 |     | 4–1 | 3–1 |     |     | —   | 0–1 |     |     |     |     | 0–0 |     |
| Rio Branco-SP        | 2–0 | 0–0 |     | 2–0 | 1–2 |     | 1–1 |     |     | —   |     |     | 2–1 |     | 0–0 | 2–0 |
| Taquaritinga         |     | 1–2 | 2–2 |     |     | 1–0 |     |     | 3–1 | 1–2 | —   | 2–2 | 1–0 |     |     | 0–0 |
| São-Carlense         | 5–1 | 0–1 |     | 2–0 |     |     |     |     | 2–1 | 1–0 |     | —   | 0–0 | 7–0 | 2–0 |     |
| Ska Brasil           | 2–0 |     | 2–1 | 1–0 |     |     |     | 1–2 | 3–1 |     |     |     | —   | 1–0 |     |     |
| União Barbarense     |     | 1–0 |     | 4–0 |     |     |     |     | 1–0 | 2–1 | 0–2 |     |     | —   | 0–0 | 0–1 |
| VOCEM                |     |     | 1–2 |     | 2–0 | 3–0 | 4–3 | 0–3 |     |     | 1–2 |     |     |     | —   | 0–0 |
| XV de Jaú            | 3–1 |     | 1–0 |     |     | 1–1 | 5–1 |     | 2–1 |     |     | 1–0 | 1–1 |     |     | —   |

## Fase final
Em itálico, as equipes que possuem o mando de campo no primeiro confronto; em negrito as equipes vencedoras.
| Promovidos para a Série A3 de 2025 |

|  | Quartas de final | Quartas de final | Quartas de final | Quartas de final |   |            | Semifinais       | Semifinais       | Semifinais       | Semifinais       |  |          | Final          | Final          | Final          | Final          |  |  |
|  | 6 a 14 de abril  | 6 a 14 de abril  | 6 a 14 de abril  | 6 a 14 de abril  |   |            | 20 e 28 de abril | 20 e 28 de abril | 20 e 28 de abril | 20 e 28 de abril |  |          | 4 e 12 de maio | 4 e 12 de maio | 4 e 12 de maio | 4 e 12 de maio |  |  |
|  |                  |                  |                  |                  |   |            |                  |                  |                  |                  |  |          |                |                |                |                |  |  |
|  | Francana         | 0                | 0                | 0                |   |            |                  |                  |                  |                  |  |          |                |                |                |                |  |  |
|  | União Barbarense | 0                | 0                | 0                |   |            |                  |                  |                  |                  |  |          |                |                |                |                |  |  |
|  | União Barbarense | 0                | 0                | 0                |   | Francana   | 0                | 0                | 0                |                  |  |          |                |                |                |                |  |  |
|  |                  |                  |                  |                  |   | Francana   | 0                | 0                | 0                |                  |  |          |                |                |                |                |  |  |
|  |                  | Ska Brasil       | 0                | 0                | 0 |            |                  |                  |                  |                  |  |          |                |                |                |                |  |  |
|  | São-Carlense     | Ska Brasil       | 0                | 0                | 0 | 0          | 1                | 1                |                  |                  |  |          |                |                |                |                |  |  |
|  | São-Carlense     |                  |                  |                  |   | 0          | 1                | 1                |                  |                  |  |          |                |                |                |                |  |  |
|  | Ska Brasil       | 1                | 1                | 2                |   |            |                  |                  |                  |                  |  |          |                |                |                |                |  |  |
|  | Ska Brasil       | 1                | 1                | 2                |   |            |                  |                  |                  |                  |  | Francana | 0              | 1              | 1              |                |  |  |
|  |                  |                  |                  |                  |   |            |                  |                  |                  |                  |  | Francana | 0              | 1              | 1              |                |  |  |
|  |                  | Rio Branco-SP    | 2                | 2                | 4 |            |                  |                  |                  |                  |  |          |                |                |                |                |  |  |
|  | Barretos         | Rio Branco-SP    | 2                | 2                | 4 | 0          | 2                | 2                |                  |                  |  |          |                |                |                |                |  |  |
|  | Barretos         |                  |                  |                  |   | 0          | 2                | 2                |                  |                  |  |          |                |                |                |                |  |  |
|  | XV de Jaú        | 2                | 1                | 3                |   |            |                  |                  |                  |                  |  |          |                |                |                |                |  |  |
|  | XV de Jaú        | 2                | 1                | 3                |   | XV de Jaú1 | 1                | 0                | 1                |                  |  |          |                |                |                |                |  |  |
|  |                  |                  |                  |                  |   | XV de Jaú1 | 1                | 0                | 1                |                  |  |          |                |                |                |                |  |  |
|  |                  | Rio Branco-SP    | 1                | 3                | 4 |            |                  |                  |                  |                  |  |          |                |                |                |                |  |  |
|  | Taquaritinga     | Rio Branco-SP    | 1                | 3                | 4 | 1          | 0                | 1                |                  |                  |  |          |                |                |                |                |  |  |
|  | Taquaritinga     |                  |                  |                  |   | 1          | 0                | 1                |                  |                  |  |          |                |                |                |                |  |  |
|  | Rio Branco-SP    | 3                | 0                | 3                |   |            |                  |                  |                  |                  |  |          |                |                |                |                |  |  |

| Fonte: FPF |

1Red Bull Bragantino II desistiu de disputar a Série A3 e com isso o XV de Jaú herdou a vaga para disputar a Série A3 em 2025 por ter feito melhor campanha nas primeiras fases da competição.

## Premiação
| Campeonato Paulista de 2024 - Série A4 |
| -------------------------------------- |
| Rio Branco Campeão (1.º título)        |